# Dactylispa pilosa
Dactylispa pilosa is een keversoort uit de familie bladkevers (Chrysomelidae). De wetenschappelijke naam van de soort werd in 1961 gepubliceerd door Tan & Kung.